# Aleksandar Ćapin
Aleksandar Ćapin, né le 6 octobre 1982, à Sarajevo, en République socialiste de Bosnie-Herzégovine, est un joueur slovène de basket-ball. Il évolue au poste de meneur.

## Biographie
En décembre 2014, Ćapin est licencié du KK Budućnost Podgorica.

## Palmarès
- Championnat de Slovénie 2003
- Ligue baltique 2010, 2011
- MVP de la ligue adriatique 2013